# Ptilomymar besucheti
Ptilomymar besucheti är en stekelart som beskrevs av Gennaro Viggiani 1974. Ptilomymar besucheti ingår i släktet Ptilomymar och familjen dvärgsteklar.
Artens utbredningsområde är Sri Lanka. Inga underarter finns listade i Catalogue of Life.